# Cajobi
Cajobi is een gemeente in de Braziliaanse deelstaat São Paulo. De gemeente telt 10.009 inwoners (schatting 2009).

## Aangrenzende gemeenten
De gemeente grenst aan Embaúba, Monte Azul Paulista, Severínia en Tabapuã.